# اروس و تمدن
اروس و تمدن کتابی اثر هربرت مارکوزه (۱۹ ژوئیه ۱۸۹۸ – ۲۹ ژوئیه ۱۹۷۹) فیلسوف و جامعه‌شناس آلمانی است. مارکوزه این اثر مشهورش را در اواسط دهه ۱۹۵۰ نوشت. این کتاب، نقدی بر روانکاوی فروید و خوانشی تازه از نظریات وی دربارهٔ فرهنگ و تمدن به‌شمار می‌آید. مارکوزه در این اثر در پی تبیین و گسترش محتوای آن دسته از آموزه‌های فروید است که معطوف به جامعه‌شناسی و تاریخ در باب انسانند. به نظر مارکوزه برخلاف گفته فروید اساس تمدن نه غریزه ترس از مرگ و سرکوب نیازهای جنسی بلکه غریزه عشق است و انسان‌ها با عشق ورزی و محبت مدنیت و جامعه را خلق کردند و گسترش دادند. فارسی این اثر به قلم امیر هوشنگ افتخاری راد سال ۱۳۸۹ در نشر چشمه منتشر شده‌است. چاپ هفتم آن سال ۱۴۰۰ عرضه شده‌است.

## بازتاب در رسانه‌های عمومی
کتاب «اروس و تمدن» موفق شد نقدهای مثبت بسیاری را از سوی ابراهام ادل فیلسوف در کتاب «ملت» و نیز از سوی رابرت ام یانگ، تاریخ‌شناس علم در مجله نیواستیتمن دریافت کند. روزنامه نیویورک‌تایمز نیز در بخش نقد کتاب، نقد مفصلی را دربارهٔ همین کتاب به قلم کلاید کلاکهون، انسان‌شناس به رشته تحریر تحریر درآورد. سوزان سانتاگ نیز در روزنامه کلمبیا دیلی اسپکتیتور مقاله مفصلی دربارهٔ کتاب نوشت.. بحث‌های متاخر شامل بحث‌های اچ.ان. توتل آر.جی. هول، و ام. آ برتمان می‌شوند و راجر کیمبل، منقد هنری آمریکایی نیز دربارهٔ همین کتاب در ماهنامه ادبی آمریکایی نیوکریترین به‌طور تفصیلی مطلبی را به‌چاپ رساند.
ابراهام در کتاب خود با تمایز قائل شدن بین این‌که چه بخشی از گنجایش تمدن سرکوبگر که بر دوش رانه‌های اساسی است توسط نیازهای حیاتی ضروری شده و بخشی که در خدمت منافع سلطه است و به دلیل پیشرفت علم در جهان مدرن غیرضروری شده به مارکوزه اعتبار می‌دهد و پیشنهادهایی مبنی بر این‌که چه تغییراتی در نگرش‌های فرهنگی به کاهش چشم‌اندازهای سرکوبگرانه منجر می‌شود، ارائه می‌کند.
رابرت ام یانگ نیز در نقد خود کتاب «اروس و تمدن» را کتابی پراهمیت و صادق و به همان نسبت جدی، پیچیده و گیرا خوانده و دربارهٔ آن نوشته «نتیجه‌گیری مارکوزه دربارهٔ «سرکوب مازاد» فروید را به یک مارکس اروتیک شده تبدیل کرده‌است. او با انتقاد قانع‌کننده‌ای از نئوفرویدی‌هایی چون فروم، هورنی و سالیوان به مارکوزه اعتبار می‌بخشد و اگر چه معتقد است هم آن‌ها و هم مارکوزه ایدئولوژی را با واقعیت اشتباه گرفته‌اند و گستره فیزیولوژی را به حداقل رسانده‌اند با این‌حال از این دیدگاه مارکوزه که «تمایز بین دسته و مقوله‌های روان‌شناختی و سیاسی به واسطه شرایط انسان در عصر حاضر منسوخ گشته» استقبال می‌کند.
سانتاگ نیز در نقد خود بر این کتاب نوشته که به همراه «زندگی در برابر مرگ» نوشته براون (۱۹۵۹) اروس و تمدن نیز نمایانگر «جدیتی نو و تازه دربارهٔ ایده‌های فرویدی است» و اغلب نوشته‌های قبلی دربارهٔ فروید در ایالت متحده را بی‌ربط و سطحی نشان داده‌است.
تاتل نیز پیشنهاد می‌دهد که اروس و تمدن بدون خواندن و مطالعه آثار ابتدایی مارکوزه چون آنتولوژی هگل و تئوری تاریخ‌مندی (۱۹۳۲) به تمامی فهمیده نمی‌شود
هاول نیز نوشته که این کتاب از کتاب‌های ملانی کلاین و نظریه انتقادی اجتماعی (۱۹۸۹) نوشته سی. فرد آلفرود بهتر و پربارتر است. برتمان نوشته کتاب کتاب اروس و تمدن کتابی هیجان‌انگیز است که نقش مهمی در اثرگذاری مارکوزه داشته‌است. کیمبال نیز کتاب «اروس و تمدن» و «انسان تک‌ساحتی» (۱۹۶۴) را تاثیرگذارترین کتاب‌های مارکوزه خوانده و نوشته که دیدگاه‌های او به‌رغم تفاوت‌های اساسی در لحن بسیار شبیه و موازی با دیدگاهات نورمان او. براون است و دیدگاه‌های هر دو متفکر را اشتباه، مضر و مطرود دانسته‌است.

## نقد و بررسی در محافل سوسیالیست
«اروس و تمدن» نقد متفاوتی را از سوی پل ماتیک، نویسنده مارکسیست در مجله سوسیالیست غربی دریافت کرد. این کتاب همچنین توسط استفن. جی وایتفیلد در مجله دیسنت به نقد و چالش کشیده شد.
گفتنی است که ماتیک به مارکوزه به خاطر تجدید تلاش برای خوانش مارکس به فروید به دنبال کوشش‌های ناموفق ویلهم رایش اعتبار بخشیده و با مارکوزه از این لحاظ که تجدید نظرطلبی فرویدی اصلاح‌طلبانه یا غیرانقلابی است موافقت کرده‌است.
با این‌حال او در ادامه نوشت که اگر فروید روش‌هایی که مارکوزه مفاهیم انقلابی را بر مبنای تئوری‌های خودش می‌خواند، می‌دید شگفت‌زده می‌شد. او خاطرنشان می‌کند که روش مارکوزه در غلبه بر این مخمصه که «رضایت کامل از نیازهای غریزی انسان با وجود جامعه متمدن سازگار نیست» مارکسیستی بوده‌است. علی‌رغم
این حقیقت که مارکوزه هیچ‌جا از مارکس نامی نمی‌برد و فقط به‌طور غیرمستقیم از کاپیتالیسم به عنوان تمدن صنعتی یاد می‌کند.
او می‌گوید که مارکوزه می‌کوشد ایده‌هایی را توسعه دهد که پیشتر در زبان کم‌تر غامض تئوری مارکسیستی وجود داشته اما از این واقعیت نیز استقبال می‌کند که مارکوزه سبب شده که روانکاوی و ماتریالیسم دیالکتیکی به همان نتیجه مطلوب برسد. او در پایان نتیجه می‌گیرد که دعوت مارکوزه به مخالفت با شرایط امروزی یک تمرین فلسفی صرف و بدون قابلیت اجرا در کنش‌های اجتماعی باقی می‌ماند. وایتفیلد نیز اشاره می‌کند که خود مارکوزه اروس و تمدن را مهم‌ترین کتاب خود و شایسته توجه به‌عنوان بهترین اثر خود می‌داند. و از شرافت مارکوزه یاد می‌کند که تلاش کرده تصور کند که چگونه کامل‌ترین بیان شخصیت و فراوانی می‌تواند بدبختی که ویژگی حیاتی و سرنوشت محتوم سرنوشت و شرایط بشری تلقی شده مهار کند.
او این کتاب را برای گمانه‌زنی‌های مارکوزه دربارهٔ این‌که چگونه شکل‌گیری زندگی بدون محدودیت‌های مادی می‌تواند معنادار باشد کتابی هیجان‌انگیز توصیف کرده‌است.
او همچنین استدلال می‌کند که دیدگاه مارکوزه مبنی بر این‌که می‌توان از تکنولوژی برای ساخت یک آرمان‌شهر استفاده کرد، با رد بوروکراسی تکنوتراتیک در اثر بعدی‌اش «انسان تک‌ساحتی» سازگار نیست. او همچنین می‌گوید که همین کتاب بوده که پاپ پل ششم را به محکوم کردن مارکوزه در سال ۱۹۶۹ واداشت.

## نقدها در روزنامه‌های آکادمیک

جلد انگلیسی اروس و تمدن

«اروس و تمدن» موفق شد نقدهای مثبتی را از سوی مارتین گروتجان، روان‌شناس در مجله آکادمیک The Psychoanalytic Quarterly، پل نایبرگ در مجله آموزشی هاروارد، ریچارد ام. جونز در ژورنال آمریکایی امریکن ایماگو  و یک نقد منفی از هربرت فینگارت در مجله متافیزیک دریافت کند. اروس و تمدن در مجله آمریکایی جامعه‌شناسی نقدهای مثبتی را از سوی کرت هاینریش وولف و بعدها یک نقد ترکیبی از نویسنده‌ای با نام مستعار باربارا کلارنت دریافت کرد.
این کتاب همچنین از سوی مارگارت سرولو در ژورنال نیوژرمن کریتیک به بحث گذاشته شد.
گروتجان کتاب "اروس و تمدن" را نقد فلسفی جدی و صادقانه روانکاوی توصیف و افزوده که کتابی است که هم جذاب است و هم خوب نوشته شده‌است.
او مارکوزه را برای توسعه منطقی و روانکاوی گرایش‌های دینامیکی غریزی که منجر به اتوپیای یک تمدن غیرسرکوبگر شده و نیز نشان دادن اینکه آزادی واقعی دنیای واقعی امروز دست‌یافتنی نیست و در رؤیاها فانتزی‌ها و تجربه‌های هنر می‌ماند، ستوده و با اینحال پیشنهاد می‌دهد که محدودیت عقاید پایه یا اولیه سرکوب اشتباه فهمیده شود.
نیبرگ کتاب را درخشان و جذاب و فوق‌العاده توصیف می‌کند و نتیجه می‌گیرد که شاید این کتاب مهم‌ترین کتابی باشد که دربارهٔ نظریه ورانکاوی بعد از مدت مدید منتشر شده‌است.
جونز نیز تفاسیر روانکاروانه مارکوزه را ستوده و نیز اشاره کرده که مارکوزه علی‌رغم این‌که خودش روانکاو نیست اما نظریه‌های روانکاوانه را خوب درک کرده و مسیر ارتقا آن را نشان داده‌است. با اینحال معتقد است که مارکوزه برخی سؤال‌ها را بی‌پاسخ رها کرده‌است.
فینگارت مارکوزه را اولین فردی می‌دانست که ایده یک جامعه اتوپیایی عاری از سرکوب‌های جنسی را به یک فلسفه سیستماتیک تبدیل کرده‌است و با این همه اشاره می‌کند که مارکوزه از اصطلاح "سرکوب" به روشی استفاده می‌کند که تماماً معنای آن را در مقایسه با "کاربرد سخت روانکاوانه" تغییر می‌دهد و از این اصطلاح برای اشاره به سرکوب، تعالی و تصعید و سرکوب محض و قید و محدودیت استفاده می‌کند. او همچنین دقت و صحت درک مارکوزه را از فروید زیر سؤال می‌برد و توضیح می‌دهد که او در واقع تحلیل‌ها و نتایجی را ارائه می‌دهد که پیش از این توسط فروید به کار رفته و پذیرفته شده بوده‌است. او همچنین این سؤال را پیش می‌کشد که آیا تصور کلی او از خردورزی حس‌برانگیز اصیل بوده باشد یا خیر و از مارکوزه برای ناتوانی در ارائه بحث کافی دربارهٔ عقده ادویپ انتقاد کرده‌است. او نتیجه می‌گیرد که مارکوزه تنها نگاه غریزی و تک‌بعدی انسان را مطرح کرده و جامعه غیر سرکوبگر پیشنهادی او یک اتوپیایی فانتزی بوده‌است. 
ولف از کتاب مارکوزه به عنوان یک کتاب عالی یاد می‌کند و وسعت و دامنه "شگفت‌انگیز" کتاب و حس الهام‌بخش تعهد نویسنده آن را ستایش می‌کند. او همچنین در ادامه اشاره می‌کند که می‌توان از این کتاب برای شکست مارکوزه در پاسخ قطعی دادن به برخی از حذف‌ها و ابهامات انتقاد کرد. با این حال او این نکته‌ها را کم‌اهمیت تلقی می‌کند. ۲۰کلارنت نیز اروس و تمدن را کتابی عمیق‌تر از انسان تک‌ساحتی (۱۹۶۴) می‌دانست زیرا این کتاب به موضوع اصلی "چطور باید زندگی کنیم؟" می‌پرداخت؛ با این‌حال کلارنت بر این عقیده بود که تصمیم مارکوزه با استناد به نوشته‌های فروید برای تحلیل مبحث و گفتمان این‌که چه کاری باید برای منابع جامعه انجام شود شاید عمر کتاب را کوتاه کرده‌است زیرا فروید بعد از دهه ۷۰ میلادی از صحنه روشنفکری آمریکا خارج شد درست زمانی که مارکوزه به قله شهرت خود رسید.
کلارنت کتاب سرمایه؛ نقد اقتصاد سیاسی مارکس (۱۸۶۷–۱۸۸۳) را به عنوان منبعی از دیدگاه‌های مارکوزه دربارهٔ تولید و بازار کار معرفی کرده و ترکیب مارکس و فروید را بسیار هوشمندانه وصف کرده‌است.
کلارنت مارکوزه را برای کاربرد روانکاوی در تبدیل مفهوم بیگانگی مارکس به یک ساختار روانکاوی ظریف و نامحسوس‌تر تحسین می‌کند. از نظر کلارنت  کتاب ایده‌های را پیش‌بینی می‌کرد که بعدها توسط فیشل فوکوی فیلسوف ارائه شد اما با یک مکانیسم تاریخی معقول‌تر از ایده مغشوش فوکو از گفتمان. به هر حال کلارنت فصلی که مارکوزه به ارائه دلایل فرویدی صحیح برای تاریخ‌گرایی اصل واقعیت ارائه کرده را صرفاً علاقه تاریخی او می‌داند و نوشته که مارکوزه یک اتوپیای تاریک و سایه‌وار پیشنهاد می‌دهد. کلارنت همچنین پیشنهاد می‌دهد که عموماً برداشت‌ها و تفسیرهای نادرستی از کتاب اروس و تمدن شده و مارکوزه نگران دفاع از عشق آزاد و موقعیت‌های جنسی دشوار نبوده‌است.

## بحث‌ها در نظریه و جامعه
بحث‌های مربوط به این کتاب در نظریه و جامعه شامل بحث‌های مارتین جی فیلسوف و تاریخدان نانسی شادورو روان‌شناس سی. فرد آلفورد می‌شود.
جی این کتاب را یکی از مهم‌ترین آثار مارکوزه و آرمان‌شهری‌ترین آن‌ها توصیف می‌کند. او در ادامه می‌گوید که این کتاب تئوری یادبود مارکوزه را تکمیل می‌کند مطابق با آنچه حافظه تک بعدی را دگرگون می‌کند و امکان آینده‌ای جایگزین را فراهم می‌آورد و به مارکوزه کمک کرده تا شکلی از تئوری انقلابی را پیش ببرد که دیگر قادر به تکیه بر پرولتاریایی انقلابی نیست. بااین‌حال او از تئوری مارکوزه برای شناسایی نامشخص حافظه جمعی و فردی انتقاد هم می‌کند و می‌نویسد که مارکوزه نتوانسته توضیح دهد که چطور یک فرد در هویت کهن با گونه‌ها قرار می‌گیرد. او پیشنهاد می‌دهد که علی‌رغم نگاه تحقیرآمیز مارکوزه به یونگ باید یک رابطه نزدیک و همبستگی بین دیدگاه آن دو وجود داشته باشد. او از مارکوزه به دلیل عدم انجام آزمایش‌هایی در به خاطر آوردن‌های شخصی شبیه آنچه والتر بنیامین انجام داده یا در بررسی موشکافانه تفاوت بین حافظه شخصی یک رویداد واقعی در زندگی فرد و حافظه تاریخی جمعی رویدادها که مقدم بر همه موجودات زنده است انتقاد می‌کند.
جی پیشنهاد می‌دهد که دیدگاه فیلسوف ارنست بلوخ ممکن از از دیدگاه مارکوزه بهتر باشد زیرا آن‌ها کوشش بیشتری برای شرح «جدید در تاریخ» کرده‌اند و با دقت و وسواس بیشتری از همسان‌پنداری به خاطر آوردن با تکرار اجتناب کرده‌اند.